# Adonisea snowi
Adonisea snowi là một loài bướm đêm trong họ Noctuidae.